# Panelus tonkinensis
Panelus tonkinensis là một loài bọ cánh cứng trong họ Bọ hung (Scarabaeidae).